# Zsuzsa Koncz
Zsuzsa Koncz (maďarsky Koncz Zsuzsa [konc žuža], * 7. března 1946, Pély) je maďarská zpěvačka. Její žánrové rozpětí zahrnuje rock, folk, country, pop a šanson.
Její kariéra započala v letech 1962–63 ve skupině Omega. Od druhé poloviny 60. let spolupracovala se skupinou Illés, se kterou nahrála prvních 5 alb. Po jejím zániku nahrávala do počátku 80. let se skupinou Fonográf.
V roce 1967 vytvořila hlavní ženskou roli ve filmu Ezek a fiatalok (česky Toto jsou mladí lidé).
Od 70. let 20. století se prosazuje v zahraničí. V německy mluvících zemích byla známa pod jmény Shusha Koncz a Jana Koncz.

## Diskografie
- Volt egyszer egy lány (1969)
- Szerelem (1970)
- Kis virág (1971)
- Élünk és meghalunk (1972)
- Jelbeszéd (1973)
- Gyerekjátékok (1974)
- Kertész leszek (1975)
- Ne vágj ki minden fát! (1975)
- ...elmondom hát mindenkinek... (1976)
- X. (1977)
- Aranyalbum (výběr, 1978)
- Valahol (1979)
- Menetrend (1981)
- Konczert (1984)
- Újhold (1985)
- Fordul a világ (1988)
- Verslemez III. (1990)
- Illúzió nélkül (1991)
- Jubileumi koncert (1992)
- Unplugged (1994)
- Miénk itt a tér (1995)
- Válogatott kislemezek (1996)
- Ég és föld között (1997)
- Ne veszítsd el a fejed (1998)
- Csodálatos világ (1998)
- Miért hagytuk, hogy így legyen? (1999)
- Ki nevet a végén? (2002)
- József Attila verseit énekli Koncz Zsuzsa (2005)
- Egyszerű ez... (2006)
- 37 (2010)
- Tündérország (2013)
- Vadvilág (2016)

### Zahraniční vydání
- Jana Koncz (Německo, 1970)
- Zsuzsa Koncz (NDR, 1971)
- Ich komm und geh mit meinen Liedern (NDR, 1980)
- Die lauten Jahre sind vorbei (NDR, 1982)
- Shusha Koncz: Morgenlicht (Rakousko, 1984)
- Wie sag ich’s dir (Německo, 1993)
- Die großen Erfolge (Německo, 2007)

### DVD
- Dalok – Találomra / Válogatás Koncz Zsuzsa felvételeiből (průřez kariérou z let 1968–2003)
- Budapest Sportaréna 2006 (koncertní DVD)

## Vyznamenání
Zsuzsa Koncz obdržela mnohá vyznamenání, mimo jiné:
- 1977 – Cena Ference Liszta
- 1995 – Řád Maďarské republiky za zásluhy
- 2001 – Řád čestné legie
- 2008 – Cena Lajose Kossutha

## Fotografie

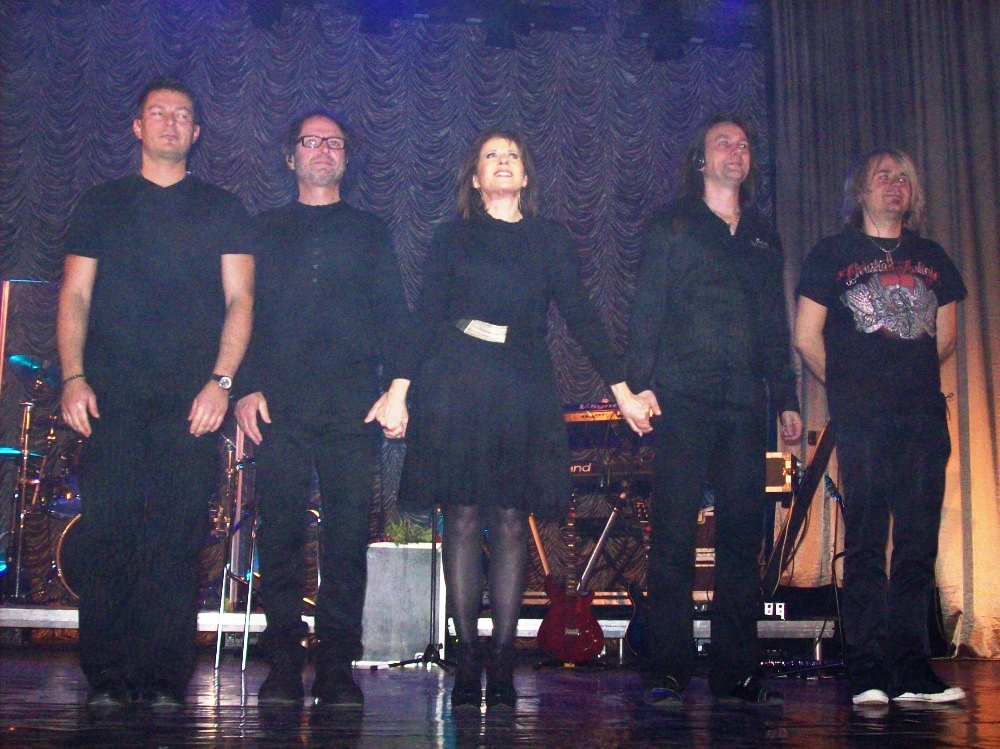
Zsuzsa Koncz s doprovodnou skupinou
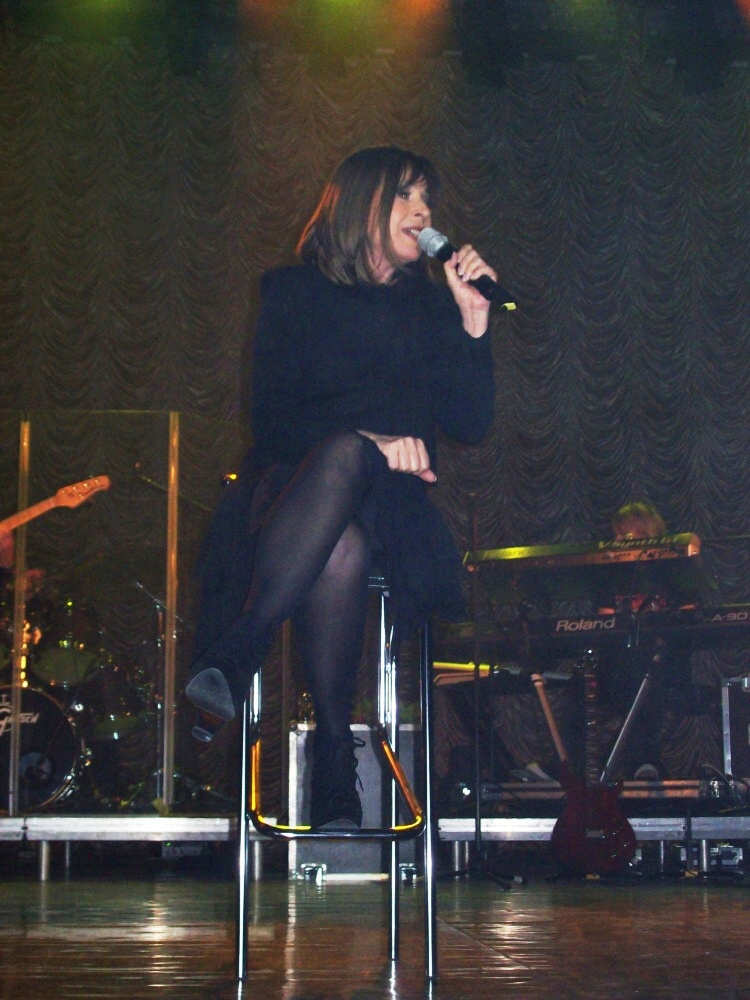
Momentka z koncertu
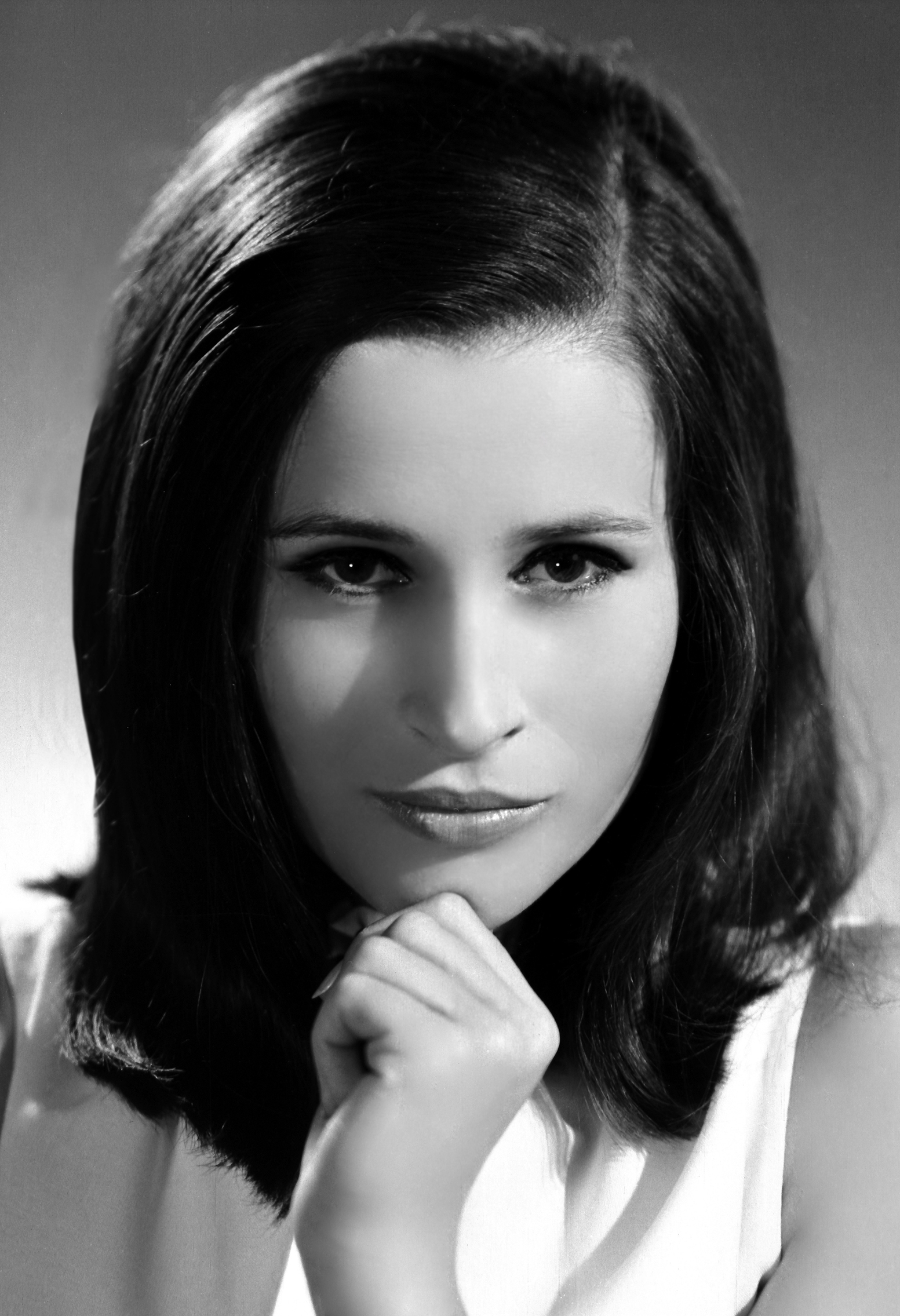
Zsuzsa Koncz